# Fury (jeu vidéo)
Pour les articles homonymes, voir Fury.
Fury (parfois graphié FURY) est un jeu de rôle en ligne massivement multijoueur (MMORPG) orienté principalement joueur contre joueur (PvP) développé par Auran et édité par Gamecock Media Group, sorti le 16 octobre 2007 et fermé le 7 août 2008.

## Accueil
- GameSpot : 4,5/10[1]